# سوق المعلومات
على الرغم من أن التجارة بالمعلومات كانت موجودة منذ العصور القديمة، إلا أن فكرة سوق المعلومات (بالإنجليزية: Information market)‏ فكرة حديثة نسبيًا. ولا تزال طبيعة هذه الأسواق قيد التطور، مما يعقد من تطوير نماذج عمل مستدامة. ومع ذلك، بدأت بعض سمات أسواق المعلومات تكون مفهومة، مثل تقليل تكاليف المشاركة، وفرص التخصيص، وتغير علاقة العملاء، والحاجة إلى النظام.

## ملخص
في وصف فكرة أسواق المعلومات، لاحظ الباحثان ماكجي وبروساك (1993) أن الأشخاص يتبادلون المعلومات بالمقايضة، ويستخدمونها كأداة للسيطرة، أو يتاجرون بها للحصول على معلومات ذات قيمة أعلى. وفي المقابل، يشير الباحثان شابيرو وفاريان (1999) إلى أن القادة التاريخيين في أسواق المعلومات، مثل الصحف والموسوعات، معرضون لخطر فقدان مواقعهم مع تقليل تكلفة إنشاء وتوزيع المعلومات من خلال التكنولوجيا الجديدة. كما يشيران إلى أن أسواق المعلومات لن تشبه الأسواق التنافسية المعتادة الموجودة في الكتب المدرسية، حيث يقدّم العديد من الموردين منتجات مماثلة ولكنها تفتقر إلى القدرة على التأثير على الأسعار.

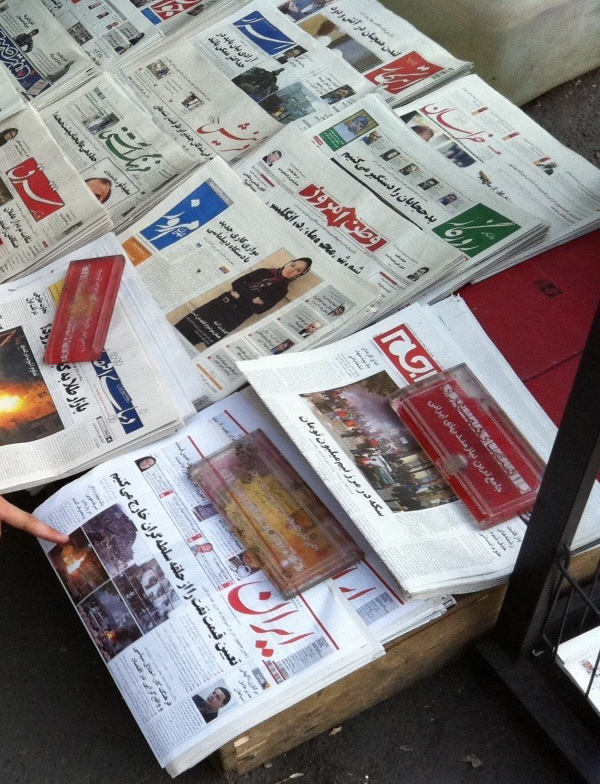
الصحف والموسوعات، معرضة للخطر فقدان مع تقليل تكلفة إنشاء وتوزيع المعلومات من خلال التكنولوجيا الجديدة

في وصف الانتقال من الأسواق التقليدية إلى أسواق المعلومات، استخدم سيمارد (2005) مجازًا يتحدث عن موزيعين ومستخدمين مستقلين يتبادلون المعلومات بدلاً من البائعين والمشترين الذين يتداولون السلع والخدمات على التوالي. ويشير مارتن (1996) إلى أنه مع تحول التصنيع من الإنتاج الكبير إلى التخصيص الضخم [الإنجليزية]، يجب أن يتحول التسويق إلى التفرد. وبالمثل، يقول ماكجي وبروساك (1993) إنه مع زيادة القدرة على التخصيص، ستصبح المعلومات حول المنتجات والخدمات مصدرًا مهمًا للغاية.
يركز الباحثان هاجل ورايبورت (1997) على العلاقات مع العملاء . على الرغم من أن الشركات تفترض أن المعلومات حول العملاء متاحة بحرية للحصول عليها، إلا أنه مع تزايد سيطرة العملاء على هذه المعلومات، من المرجح أن يصعب الوصول إليها. والأكثر من ذلك، مع تحوّل ملكية المعلومات إلى العميل، يُنشئ مصدر جديد للإمداد، وقد يكون هناك فرص للوسطاء لإضافة القيمة من خلال ربط هذا الإمداد مع الطلب التجاري.
على الرغم من أن أسواق المعلومات الممكّنة عبر الويب تشبه "الغرب القديم" من ناحية الأسلوب الحدودي، إلا أن سبار (2001) يؤكد أن الحكومات ستجد في النهاية طرقًا للتدخل من خلال وضع معايير وحقوق الملكية والتنظيم، حيث تعتمد جميع الأنشطة الاقتصادية في النهاية على النظام. وهذا كان الحال في معظم الأحيان في الماضي، ولا يوجد سبب للتوقع بأن الإنترنت سيكون مختلفاً.
بالنسبة للباحثين ليند وستوك (2011)، فإن سوق المعلومات هو سوق المعلومات الرقمية الموزعة عبر الشبكات. تتداول جميع أنواع تطبيقات البرمجيات والمحتوى (من المدونات والصور والأفلام والألعاب إلى المقالات العلمية والبراءات). التجارة الإلكترونية للمعلومات هي التجارة الإلكترونية للمعلومات (الرقمية).

## مقالات ذات صلة
- المحتوى (الإعلام)
- اقتصاد المعلومات
- مجتمع المعلومات
- الملكية الفكرية
- اقتصاد رقمي
- اقتصاد المعرفة